# 타개
타개는 상대의 공격을 받고 있는 돌을 수습하여 진로를 여는 행마법이다. 즉, 상대방의 공격을 받는 약한돌을 원만하게 처리, 수습하는 것이다.